# Der Januskopf
Der Januskopf er en tysk stumfilm fra 1920 af F. W. Murnau.

## Medvirkende
- Conrad Veidt som Dr. Jekyll/Dr. Warren and Mr. Hyde/Mr. O'Connor
- Béla Lugosi
- Magnus Stifter
- Margarete Schlegel som Grace / Jane
- Margarete Kupfer som Jane Lanyon